# المركز الأوروبي الدولي للتدريب
المركز الأوروبي الدولي للتدريب (CIFE)، مؤسسة أوروبية غير ربحية للتعليم العالي والبحوث، وتأسس في عام 1954. يشمل المركز الأنشطة التعليمية والبحثية التي تعزز التكامل الأوروبي والحوكمة والتعددية اللغوية وتنقل الطلاب. تتمثل مهمة المركز في تأهيل الطلاب الأوروبيين والدوليين كمسؤولين سياسيين مستقبليين في المؤسسات الأوروبية والمنظمات الدولية (المكلفون بالمهمة) وهو الاسم الوظيفي المعترف به من قبل الدولة الفرنسية.
تشمل أنشطة المركز برامج الماجستير وبرامج الجامعة الصيفية والتدريب التنفيذي والمؤتمرات والندوات والمناشير. يقع مكتب المركز الرئيسي في نيس (فرنسا)، ومكاتبها الفرعية في برلين (ألمانيا) وبروكسل (بلجيكا) واسطنبول (تركيا). تشمل لغات التدريس والعمل الإنجليزية والفرنسية والألمانية. يعدّ المعهد من المؤسسات الست التي تتلقى منحة تشغيلية من المفوضية الأوروبية في إطار برنامج جان مونيه وبرنامج إيراسموس بلاس.
صُممت أنشطة جان مونيه لتعزيز التميز في التدريس والبحث في دراسات الاتحاد الأوروبي في جميع أنحاء العالم. تهدف الأنشطة إلى تعزيز الحوار بين العالم الأكاديمي وصانعي السياسات، لا سيما بهدف تعزيز حوكمة سياسات الاتحاد الأوروبي.
يشغل الرئيس السابق للمجلس الأوروبي ورئيس وزراء بلجيكا، هيرمان فان رومبوي، منصب رئيس المركز الأوروبي الدولي للتدريب منذ 26 يناير 2018، إذ خلف الرئيس السابق لبنك الاستثمار الأوروبي فيليب مايستادت، المعين في يناير 2015 والذي توفي في ديسمبر 2017، وجان كلود يونكر، الذي شغل هذا المنصب من عام 2005 حتى انتخابه رئيسًا للمفوضية الأوروبية في 2014.

## لمحة تاريخية
أسس ألكسندر مارك- المعروف في وسط الباحثين كواحد من أشهر الآباء المؤسسين للفيدرالية الأوروبية- المركز الأوروبي الدولي للتدريب كمؤسسة تعليمية، إذ تُدرّس الأفكار الفيدرالية كسبيل انتصاف ضد قمع الحرية الفردية من قبل كل من الجماعية الاشتراكية والقومية المتطرفة. أسس المركز معهد الدراسات العليا الخاص به (المعهد الأوروبي للدراسات الدولية العليا) في عام 1964، بدعم من مدينة نيس والمفوضية الأوروبية. أقام المعهد منذ تأسيسه، علاقات تعاون متعددة مع جامعات لا سيما في ألمانيا وإيطاليا وتركيا وأوروبا الوسطى والشرقية، لتقديم تعليم أكاديمي ذي تأثير دولي. يتكون المعهد من هيئة تدريس دولية، تشمل أساتذة جامعيين وخبراء من جميع أنحاء العالم.
يؤيد المركز الأوروبي الدولي للتدريب التنوع بشكل كبير ويدعمه عامًا تلو عام بالحرص على تكوين هيئة طلابية دولية مكونة من أشخاص من خلفيات متميزة مختلفة. خلف ماتياس واشتر، هارتموت مارهولد في منصب المدير العام في عام 2013، وقاد المؤسسة منذ عام 2002 ويواصل العمل في المركز كمدير للبحث والتطوير.

## أنشطة التدريس والبحث

### ماجستير متقدم في الدراسات الأوروبية والدولية
ماجستير متقدم في الدراسات الأوروبية والدولية، برنامج دراسة ماجستير متقدم مدته عام واحد، ومخصص للطلاب الذين أكملوا على الأقل دراساتهم الجامعية بحصولهم على درجات أكاديمية معادلة أو أعلى من درجة البكالوريوس بدوام كامل. تركز البرامج على الدراسات الأوروبية والدولية. يهدف البرنامج إلى منح الطلاب رؤية شاملة للقضايا السياسية والاجتماعية والاقتصادية والثقافية للعالم الحديث، ويتمتع البرنامج بميزة فريدة تتمثل في تعزيز التنقل الأوروبي لطلابه. تتوفر ثلاثة فروع، كل منها مصمم للسماح للطلاب بالعيش في بلدان مختلفة وتجربة جوانب مختلفة من التكامل الأوروبي والسياسة الخارجية، كما يسمح لهم بتطوير الجانب اللغوي والمهارات الشخصية، من بين أمور أخرى.
ينقسم برنامج دراسة الماجستير هذا في الفروع حسب الخصائص الفريدة للكلية، والمناهج الدراسية، ومواقع المحاضرات والطلاب. يُطلب من المشاركين في نهاية البرنامج، إكمال أطروحة الماجستير المؤهلة والدفاع عنها بشكل مستقل، والتي تتوافق تمامًا مع المعايير والمتطلبات الأكاديمية الدولية المعاصرة تحت إشراف أحد أعضاء هيئة التدريس.

#### فرع الدراسات ثلاثي اللغات (الإنجليزية، والفرنسية، والألمانية)
تأسس منذ أكثر من 40 عامًا، ويعدّ الفرع ثلاثي اللغات للماجستير المتقدم في الدراسات الأوروبية والدولية أعرق برنامج دراسي في المركز الأوروبي الدولي للتدريب. اتّبع أكثر من ألفي طالب، من أكثر من مئة دولة هذا البرنامج على مر السنين. يعدّ هذا الماجستير من البرامج القليلة التي تقدَّم بثلاث لغات (إنجليزية وفرنسية وألمانية) في الدراسات الأوروبية والدولية.
يشمل برنامج الفرع ثلاثي اللغات فصولًا في نيس وبرلين وكانتربري، ويُستكمل البرنامج برحلة دراسية إلى المؤسسات الأوروبية والدولية. تقدم المناهج المعتمدة في هذا البرنامج للطلاب والمعلمين على حد سواء، وجهات نظر غنية: إذ تسود الرؤية الفرنسية لأوروبا في نيس، ويُدرس منظور أوروبا الوسطى والشرقية في برلين، وذلك من وجهة نظر تسمح بتحليل اتساع عمليات الاتحاد الأوروبي. يسعى الفرع ثلاثي اللغات بشكل عام إلى تزويد الطلاب برؤية شاملة للعناصر الأساسية للتكامل الأوروبي: العلاقات الفرنسية والألمانية.

#### فرع التكامل الأوروبي والدراسات العالمية
افتُتح الفرع المعتمد للغة الإنجليزية في أكتوبر 2005، في الوقت الذي بدأت فيه المفاوضات لانضمام تركيا إلى الاتحاد الأوروبي. يتضمن البرنامج فصولًا في إسطنبول ونيس وبرلين، وتستكمل برحلة دراسية إلى المنظمات الأوروبية والدولية في أوروبا، لمساعدة الطلاب على تحليل مجريات الأمور. تعدّ عملية إضفاء الطابع الأوروبي على تركيا قضية أساسية، جنبًا إلى جنب مع سياسات الجوار والعلاقات الخارجية للاتحاد الأوروبي مع دول القوقاز وآسيا الوسطى. يُثقّف الطلاب في نيس، بموضوعات ذات أهمية تاريخية وعصرية بمساعدة نخبة الأساتذة والخبراء والموظفين الحاليين والسابقين في هيئات الاتحاد الأوروبي والحكومات والمنظمات الدولية على نطاق الاتحاد الأوروبي، ويخضعون لامتحانات نصفية، ومن ثم يجري اختيارهم من قبل المنظمات الدولية لمؤسسات الاتحاد الأوروبي والحكومات للزيارات الرسمية.
يستعدّ الطلاب في برلين للامتحانات النهائية وصياغة الأطروحة، ويُشجَّعون في نفس الوقت على الانخراط في الأنشطة الأكاديمية التي تعقد في جميع أنحاء برلين من قبل الجامعات والمنظمات المختلفة. يتخرج المرشحون الناجحون مع ماجستير متقدم في الدراسات الأوروبية والدولية، بعدد اعتمادات يبلغ 60 في نظام تحويل الساعات الأوروبي.

### ماجستير في التحول في مجال الطاقة والحوكمة الدوليان
يهدف الماجستير في التحول في مجال الطاقة والحوكمة الدوليان إلى تقديم فهم عميق لتعقيد التحولات الحالية في الطاقة في أوروبا وفي جميع أنحاء العالم. يحلل البرنامج من خلال نهج متعدد التخصصات، الروابط بين مستويات مختلفة من حوكمة الطاقة، من دولي إلى مستوى محلي، ويقدم الدورات النظرية والعملية في مجالات سياسة الطاقة، والجغرافيا السياسية، والنموذج الانتقالي للاتحاد الأوروبي، ويتمركز البرنامج في نيس وبرلين، ويستكمل برحلة دراسية إلى بروكسل.

### ماجستير تنفيذي في دراسات الاتحاد الأوروبي
يعدّ الماجستير التنفيذي في دراسات الاتحاد الأوروبي مخصصًا للمهنيين الشباب الذين يرغبون في تحديث معرفتهم بالقضايا المعاصرة المتعلقة بالاتحاد الأوروبي والعالم، وخاصة الأسئلة السياسية والاقتصادية والعدلية في إطار الاتحاد الأوروبي. تحفظ منصة التعليم الإلكتروني مواد الدورة التدريبية وتتيح التفاعل بين المشاركين وكذلك مع الخبراء في المناطق المحددة.
تستكمل الأنشطة الافتراضية بورشات تدريبية على أرض الواقع في عواصم أوروبية مختلفة مثل برلين أو روما أو بودابست أو بروكسل، حيث يتمكن المشاركون من مقابلة بعضهم البعض، ومقابلة صانعي القرار الوطنيين، وتشكيل شبكة دينامية دولية. يسمح البرنامج التنفيذي في برنامج دراسات الاتحاد الأوروبي للطلاب بإثراء دراساتهم في الحوكمة والإدارة، وكذلك تعزيز القدرات التنفيذية والتفكير النقدي. يحصل المشاركون الناجحون على دبلوم يساعد في متابعة التطور الوظيفي.